# James P. Hogan (Regisseur)
James Patrick Hogan (* 21. September 1890 in Lowell, Massachusetts; † 4. November 1943 in North Hollywood, Kalifornien) war ein US-amerikanischer Filmregisseur, Drehbuchautor und Schauspieler.

## Leben
James P. Hogan war seit 1920 auf Empfehlung seiner früheren Arbeitgeber Douglas Fairbanks Sr. und Allan Dwan als Regisseur tätig. Der Hauptteil seiner Werke gehört noch zur Stummfilmzeit. Zwischen 1931 und 1936 verlegte er sich mehr auf das Schreiben von Drehbüchern. 1936 kehrte er als Regisseur in die B unit der Filmgesellschaft Paramount zurück. Hier verfilmte er unter anderem die Serie Bulldog Drummond. Ab 1940 drehte er bei Columbia die geheimnisvolle Serie Ellery Queen.
Hogan starb 1943 an einem Herzanfall. Die oft als seine besten Arbeiten bezeichneten Filme The Strange Death of Adolf Hitler und der Horrorfilm Mad Ghoul, beide entstanden 1943, wurden erst nach seinem Tod uraufgeführt.
In den Angaben zu seinen Filmen wurde James P. Hogan auch manchmal als James Hogan oder James Patrick Hogan bezeichnet.

## Filmografie

### Regisseur
| - 1920: The Little Grey Mouse - 1920: The Skywayman - 1921: Bare Knuckles - 1922: Wo ist mein armer Junge heute Nacht (Where’s My Wandering Boy Tonight?) - 1924: Black Lightning - 1924: Unmarried Wives - 1925: S.O.S. Perils of the Sea - 1925: My Lady’s Lips - 1925: The Bandit’s Baby - 1925: Jimmie’s Millions - 1925: The Mansion of Aching Hearts - 1925: Women and Gold - 1925: Der elektrische Stuhl (Capital Punishment) - 1926: Flaming Fury - 1926: The Isle of Retribution - 1926: The King of the Turf - 1926: Steel Preferred - 1927: Finnegan’s Ball - 1927: Mountains of Manhattan - 1927: The Silent Avenger - 1927: The Final Extra - 1928: Code of the Air - 1928: The Border Patrol - 1928: Burning Bridges - 1928: Hearts of Men - 1928: The Broken Mask - 1928: Top Sergeant Mulligan - 1931: The Sheriff’s Secret - 1932: The Seventh Commandment - 1934: Paradise Valley - 1935: Life Returns - 1936: Arizona Mahoney - 1936: The Accusing Finger - 1936: The Arizona Raiders | - 1936: Desert Gold - 1937: Insel der verlorenen Seelen (Ebb Tide) - 1937: The Last Train from Madrid - 1937: Der Mord im Nebel (Bulldog Drummond Escapes) - 1938: Sons of the Legion - 1938: Über die Grenze entkommen (The Texans) - 1938: Bulldog Drummond’s Peril - 1938: Scandal Street - 1939: $1000 a Touchdown - 1939: Bulldog Drummond’s Bride - 1939: Grand Jury Secrets - 1939: Scotland Yard blamiert sich (Bulldog Drummond’s Secret Police) - 1939: Scotland Yard erlässt Haftbefehl (Arrest Bulldog Drummond) - 1940: The Texas Rangers Ride Again - 1940: Queen of the Mob - 1940: The Farmer’s Daughter - 1941: Ellery Queen and the Murder Ring - 1941: Ellery Queen and the Perfect Crime - 1941: Power Dive - 1941: Ellery Queen’s Penthouse Mystery - 1942: Enemy Agents Meet Ellery Queen - 1942: A Desperate Chance for Ellery Queen - 1942: A Close Call for Ellery Queen - 1943: The Mad Ghoul - 1943: The Strange Death of Adolf Hitler - 1943: No Place for a Lady |

### Drehbuchautor
- 1920: The Little Grey Mouse
- 1925: Women and Gold
- 1931: The Sheriff’s Secret
- 1935: Life Returns
- 1937: Westbound Mail
- 1944: Gypsy Wildcat

### Schauspieler
- 1924: Black Lightning
- 1927: Mountains of Manhattan
- 1938: Swing That Cheer
- 1939: Disputed Passage
- 1939: $1000 a Touchdown